# På Ordets grund vi bygga
På Ordets grund vi bygga är en psalm med text skriven 1863 av Hermann Heinrich Grafe och musik skriven 1615 av Melchior Teschner. Texten översattes 1949 till svenska av Oscar Lövgren och bearbetades 1950 av Adrian Wennström.

## Publicerad i
- Psalmer och Sånger 1987 som nr 418 under rubriken "Kyrkan och nådemedlen - Ordet".[1]